# العلاقات المارشالية القرغيزستانية
العلاقات المارشالية القيرغيزستانية هي العلاقات الثنائية التي تجمع بين جزر مارشال وقيرغيزستان.

## مقارنة بين البلدين
هذه مقارنة عامة ومرجعية للدولتين:
| وجه المقارنة                                              | جزر مارشال                     | قيرغيزستان                      |
| --------------------------------------------------------- | ------------------------------ | ------------------------------- |
| المساحة (كم2)                                             | 181                            | 199.95 ألف                      |
| عدد السكان (نسمة)                                         | 53.13 ألف                      | 6.20 مليون                      |
| الكثافة السكانية (ن./كم²)                                 | 29.35 ألف                      | 31.01                           |
| العاصمة                                                   | ماجورو                         | بيشكك                           |
| اللغة الرسمية                                             | لغة إنجليزية، اللغة المارشالية | اللغة الروسية، اللغة القيرغيزية |
| العملة                                                    | دولار أمريكي                   | سوم قيرغيزستاني                 |
| الناتج المحلي الإجمالي (بليون دولار)                      | 199.40 مليون                   | 7.56 مليار                      |
| الناتج المحلي الإجمالي (تعادل القوة الشرائية) بليون دولار | 207.25 مليون                   | 20.45 مليار                     |
| الناتج المحلي الإجمالي الاسمي للفرد دولار أمريكي          | 3.38 ألف                       | 1.10 ألف                        |
| الناتج المحلي الإجمالي للفرد دولار أمريكي                 | 3.80 ألف                       |                                 |
| مؤشر التنمية البشرية                                      |                                | 0.655                           |
| رمز المكالمات الدولي                                      | +692                           | +996                            |
| رمز الإنترنت                                              | .mh                            | .kg                             |
| المنطقة الزمنية                                           | ت ع م+12:00                    | ت ع م+06:00                     |

## منظمات دولية مشتركة
يشترك البلدان في عضوية مجموعة من المنظمات الدولية، منها:
| علم المنظمة | اسم المنظمة                   | تاريخ انضمام جزر مارشال | تاريخ انضمام قيرغيزستان |
| ----------- | ----------------------------- | ----------------------- | ----------------------- |
|             | البنك الدولي للإنشاء والتعمير | 21 مايو 1992            | 18 سبتمبر 1992          |
|             | بنك التنمية الآسيوي           | 1990                    | 1994                    |
|             | يونسكو                        | 30 يونيو 1995           | 2 يونيو 1992            |
|             | الاتحاد الدولي للاتصالات      | 22 فبراير 1996          | 20 يناير 1994           |
|             | مؤسسة التمويل الدولية         | 23 سبتمبر 1992          | 11 فبراير 1993          |
|             | منظمة الشرطة الجنائية الدولية | ?                       | ?                       |
|             | الأمم المتحدة                 | 17 سبتمبر 1991          | 2 مارس 1992             |
|             | مؤسسة التنمية الدولية         | 19 يناير 1993           | 24 سبتمبر 1992          |
|             | منظمة حظر الأسلحة الكيميائية  | ?                       | ?                       |